# قرار مجلس الأمن التابع للأمم المتحدة رقم 1266
قرار مجلس الأمن التابع للأمم المتحدة رقم 1266، المتخذ بالإجماع في 4 تشرين الأول / أكتوبر 1999، بعد الإشارة إلى جميع القرارات السابقة بشأن العراق، بما في ذلك القرارات 986 (1995)، 1111 (1997)، 1129 (1997)، 1143 (1997)، 1153 (1998)، 1175 (1998)، 1210 (1998) و1242 (1999) فيما يتعلق ببرنامج النفط مقابل الغذاء، رفع المجلس الحد الأقصى لكمية النفط التي يمكن للعراق تصديرها إلى 3.04 مليار دولار أمريكي لفترة 180 يوما الحالية التي بدأت في 25 أيار / مايو 1999.
كان مجلس الأمن عازمًا على تحسين الوضع الإنساني في العراق، وعملا بموجب الفصل السابع من ميثاق الأمم المتحدة، رفع حد النفط الذي يمكن للعراق تصديره إلى ما بعد الحد المسموح به مسبقًا، والذي كان سابقًا 5.26 مليار دولار أمريكي ضمن فترة الـ180 يوما.

## روابط خارجية
- نص القرار في undocs.org